# Biblioteca Nacional de Brasilia
La Biblioteca Nacional de Brasília ‘«Leonel de Moura Brizola»’ , o solamente Biblioteca Nacional de Brasília, como la conocen, se encuentra en la Explanada de los Ministérios en el centro de Brasília, Brasil. Pertenece al Complejo Cultural de la República, junto al Museo de la República, y está comprendida entre la Rodoviária del Plano Piloto y la Plaza de los Tres Poderes. Su área externa es un espacio abierto con asientos y espejos de agua.

## Historia

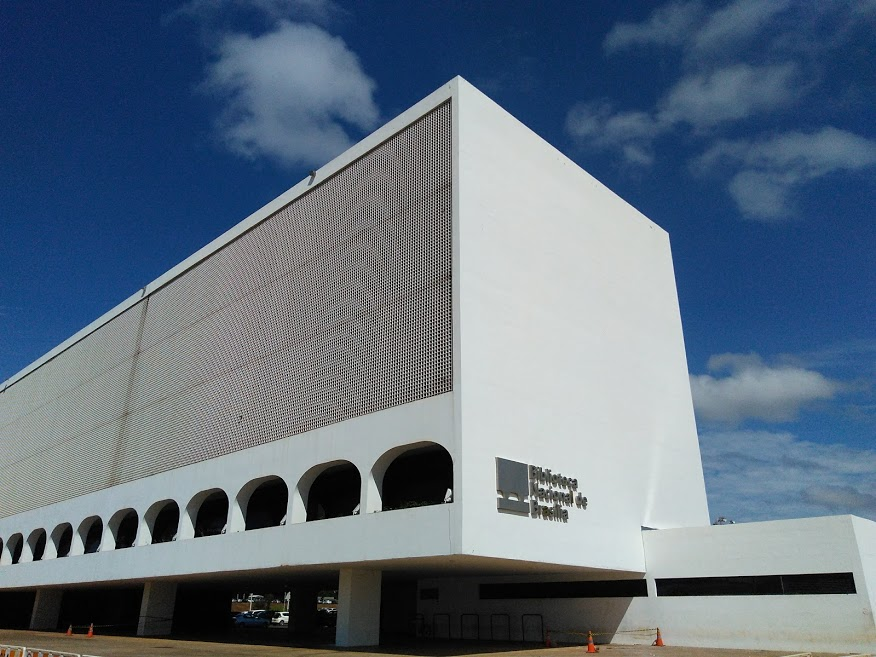
Vista de lado de la Biblioteca.

La Biblioteca Nacional de Brasilia Leonel de Moura Brizola fue llamada así en homenaje a Leonel Brizola que fue gobernador de Rio Grande do Sul y de Río de Janeiro. Concebida en el plan original de Brasilia, fue proyectada por Oscar Niemeyer y presupuestada en 42 millones de reales. Fue inaugurada por primera vez el 15 de diciembre de 2006, pero no presentaba condiciones adecuadas para su funcionamiento. Dos años después, el 12 de diciembre de 2008, fue reabierta para acceso público, siendo inaugurada por segunda vez.

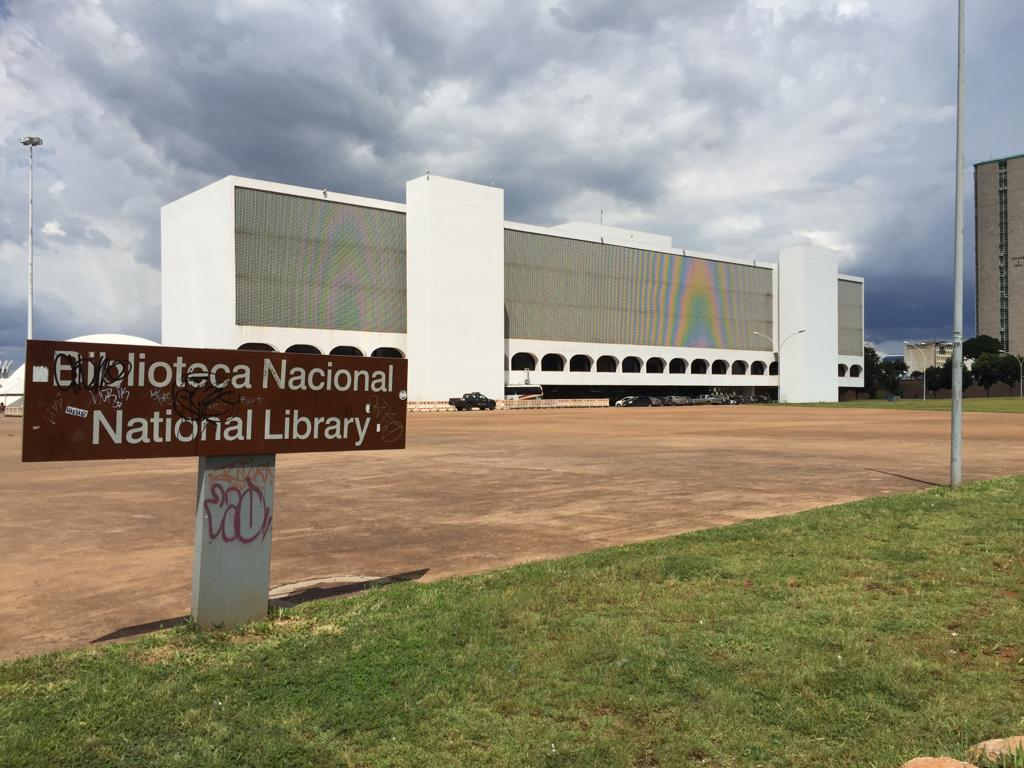
Biblioteca Nacional de Brasília (BNB)

La BNB se aleja del modelo tradicional, desarrolla y trabaja con funciones de acceso y atención a la población en general, insertándose así en la moderna perspectiva de Biblioteca Nacional. De esta manera conserva la herencia cultural de la nación. Es una institución pública administrada por la Secretaría de Estado de Cultura del Distrito Federal (SECULT / DF) y tiene como socios los Ministerios de Ciencia y Tecnología (MCT), de la Cultura (MinC) y de la Educación (MEC). La Biblioteca incluye salas para lectura e investigación, videotecas, salas administrativas, y un área de apoyo técnico y auditorios. El espacio está abierto al público como lugar de estudios, y en su auditorio se promueve la realización de eventos culturales como la divulgación de poetas, de escritores brasileños, de exposiciones de arte y muestras diversas. La biblioteca también está orientada a la atención a todos los ciudadanos, a través de acciones que benefician el Sistema de Bibliotecas Públicas del Distrito Federal, alcanzando principalmente a las capas menos favorecidas de la población.
Además de eventos organizados por la BNB en sus auditorios, en los soportales de la biblioteca tienen lugar eventos para la población, como las batallas de rap y conciertos.
Su planta es rectangular, midiendo 120 m de largo, 17 m de ancho y 25 m de altura.La arquitectura está formada por 4 pisos sobre pilotis, siendo todo revestido por vidrios con cobogós que contribuyen al sombreado en el interior del edificio, además de decorar el exterior con la presencia de rendijas delicadas y con concreto pintado de blanco.

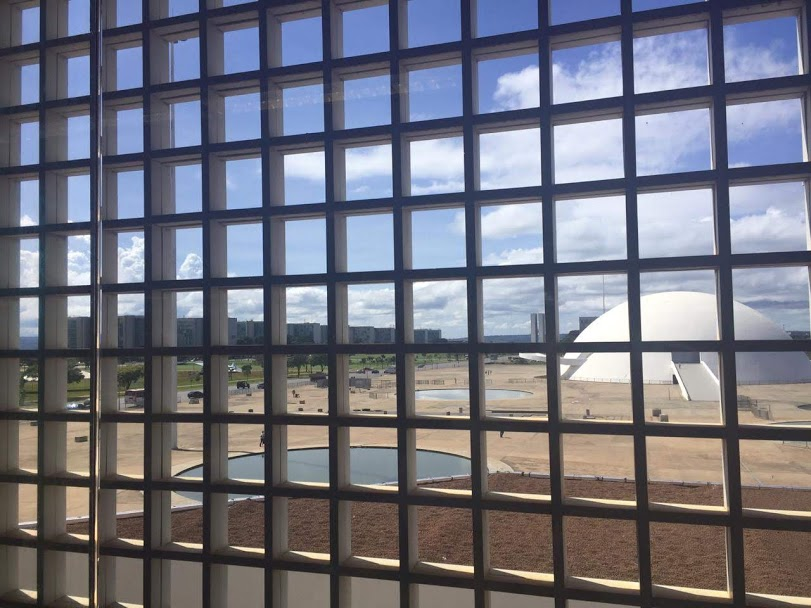
Vista dentro de la Biblioteca.

## Colección
Las obras de la Colección Popular General (COPOG) están disponibles para la consulta y préstamo, mediante registro pero solamente para residentes de DF y sus alrededores. Pero los visitantes pueden leer en un espacio para ello. Son cerca de 40 mil ejemplares que contempla varias áreas del conocimiento,organizados en dos espacios: uno de literatura y otro de materias en geral. El acervo actual se formó a partir de 7.800 libros comprados por la Secretaría de Cultura a principios de 2013 más donaciones de instituciones gubernamentales, no gubernamentales y de colecciones particulares de personas físicas y jurídicas. La BNB también ofrece una Biblioteca Digital.

## Denominación
Por la Ley n.º 3.699, de 10 de noviembre de 2005, el Gobernador Joaquim Roriz ha creado la denominación Biblioteca Nacional de Brasília Leonel de Moura Brizola.
″Art. 2º Se queda la Biblioteca del Complejo Cultural de la República denominada Biblioteca Leonel de Moura Brizola."

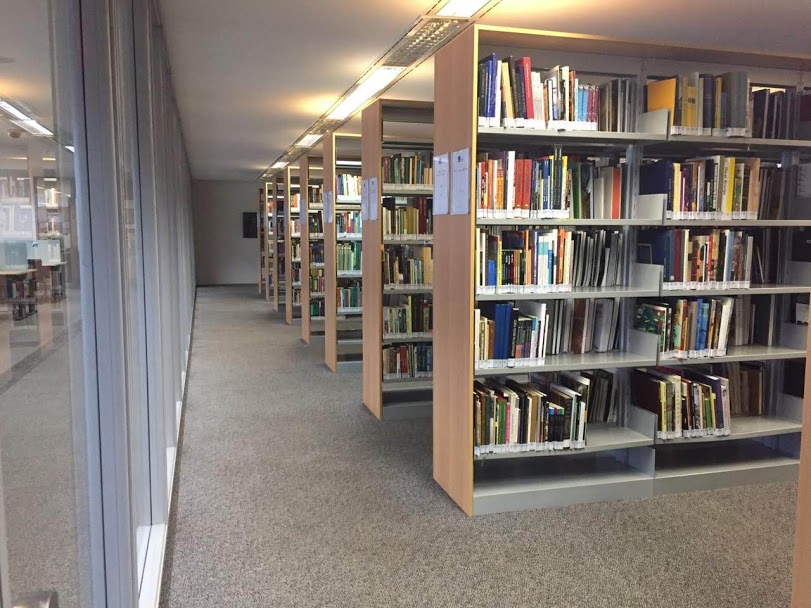
Espacio de libros dentro de la Biblioteca.